# Jim Loscutoff
James "Jim" Loscutoff Jr. (San Francisco, California 4 de febrero de 1930-Naples, Florida, 1 de diciembre de 2015), fue un  baloncestista estadounidense que jugó durante 9 temporadas en la NBA, todas ellas en Boston Celtics, con los que ganó 7 anillos de campeón. Con 1,96 metros de altura, jugaba en la posición de alero.

## Trayectoria deportiva

### Universidad
Comenzó su carrera universitaria en el Grant Tech Community College de Oakland, donde pasó dos años antes de ser transferido a la Universidad de Oregón. Tras un año con los Ducks, el equipo universitario, se incorporó a las Fuerzas armadas de los Estados Unidos, donde pasó tres largos años antes de volver de nuevo a la universidad para terminar su carrera amateur. En total promedió 14,9 puntos y 14,8 rebotes por partido.
Como homenaje a su brillante trayectoria fue incluido en el Salón de la Fama del Deporte de Oregón.

### Profesional

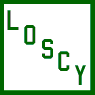
"Número retirado" de Loscutoff.

Fue elegido en la tercera posición en el Draft de la NBA de 1955 por Boston Celtics, donde se incorporó ya con 25 años. Fue elegido expresamente por el entrenador Red Auerbach para dotar de más intensidad defensiva a su equipo, que si bien en ataque fue el primero en promediar más de 100 puntos en una temporada, la 54-55, tenía a su disposición una defensa de las peores de la liga.
Fue designado "el hombre del hacha" por su intensidad defensiva, y junto a Bill Russell, otro excelente defensor, formaron parte de la grandeza de los Celtics de los años 60, que consiguieron 7 títulos, 6 de ellos consecutivos, con Loscy en sus filas.
Terminó su carrera al finalizar la temporada 1963-64, y el club decidió rendirle un homenaje retirando su camiseta con el número 18, pero él pidió que ese dorsal pudiera ser portado por otro jugador en el futuro, por lo que en lo alto del Boston Garden, y hoy en día del TD Garden, cuelga una banderola con su apodo, "LOSCY", en lugar del número como ocurre con los otros 22 retirados. Posteriormente ese dorsal con el 18 fue llevado por Dave Cowens, en cuyo honor finalmente se retiró.
En el total de su carrera promedió 6,2 puntos y 5,6 rebotes por partido.

## Estadísticas de su carrera en la NBA
|  | Denota temporadas en las que ganó un campeonato de la NBA |

### Temporada regular
| Año     | Equipo | PJ  | MPP  | TC%  | TL%  | RPP  | APP | PPP  |
| ------- | ------ | --- | ---- | ---- | ---- | ---- | --- | ---- |
| 1955–56 | Boston | 71  | 22.3 | .360 | .671 | 8.8  | .9  | 8.3  |
| 1956–57 | Boston | 70  | 31.7 | .345 | .706 | 10.4 | 1.3 | 10.6 |
| 1957–58 | Boston | 5   | 11.2 | .355 | .333 | 4.0  | .2  | 4.6  |
| 1958–59 | Boston | 66  | 25.5 | .353 | .738 | 7.0  | .9  | 8.3  |
| 1959–60 | Boston | 28  | 19.1 | .322 | .611 | 3.9  | .4  | 5.5  |
| 1960–61 | Boston | 76  | 15.2 | .301 | .645 | 3.8  | .3  | 4.4  |
| 1961–62 | Boston | 79  | 14.5 | .362 | .536 | 4.2  | .6  | 5.3  |
| 1962–63 | Boston | 63  | 9.6  | .375 | .524 | 2.5  | .4  | 3.3  |
| 1963–64 | Boston | 53  | 8.5  | .308 | .581 | 2.5  | .5  | 2.5  |
| Total   | Total  | 511 | 18.5 | .345 | .653 | 5.6  | .7  | 6.2  |

### Playoffs
| Año     | Equipo | PJ | MPP  | TC%   | TL%  | RPP | APP | PPP |
| ------- | ------ | -- | ---- | ----- | ---- | --- | --- | --- |
| 1955–56 | Boston | 3  | 29.7 | .355  | .778 | 8.7 | 1.3 | 9.7 |
| 1956–57 | Boston | 10 | 25.9 | .284  | .643 | 8.3 | .5  | 8.0 |
| 1958–59 | Boston | 11 | 23.6 | .345  | .524 | 6.6 | 1.2 | 8.1 |
| 1960–61 | Boston | 10 | 11.6 | .278  | .778 | 3.5 | .3  | 3.7 |
| 1961–62 | Boston | 14 | 15.1 | .360  | .400 | 4.2 | .4  | 4.7 |
| 1962–63 | Boston | 9  | 6.2  | .280  | .500 | 2.3 | .1  | 1.7 |
| 1963–64 | Boston | 1  | 5.0  | 1.000 | –    | 2.0 | .0  | 4.0 |
| Total   | Total  | 58 | 17.2 | .324  | .608 | 5.2 | .6  | 5.5 |

## Vida personal
Loscutoff vivió entre Florida y Andover, Massachusetts, donde su familia es propietaria de un campamento de día para niños.